# Nephodia incanata
Nephodia incanata là một loài bướm đêm trong họ Geometridae.